# Michael Thimann
Michael Thimann (* 1970 in Lübeck) ist ein deutscher Kunsthistoriker und Inhaber des Lehrstuhls für Neuere Kunstgeschichte an der Georg-August-Universität Göttingen.

## Werdegang
Nach dem Studium der Kunstgeschichte, Neueren deutschen Literaturwissenschaft, Klassischen und Frühchristlichen Archäologie an den Universitäten von Kiel, Würzburg, Bologna und Berlin schloss er 1997 sein Studium an der Freien Universität Berlin mit einer Magisterarbeit über den Rochus-Altar des Parmigianino in der Basilika San Petronio ab. 2000 wurde er mit einer Arbeit über die Ovid-Rezeption in der Kunst der Frühen Neuzeit in Italien an der Freien Universität Berlin promoviert. Es folgte ein Volontariat bei den Staatliche Museen zu Berlin von 2000 bis 2002. Forschungsstipendien der DFG und der Max-Planck-Gesellschaft dienten der Erarbeitung der Habilitationsschrift über Friedrich Overbeck und die Bildkonzepte des 19. Jahrhunderts, die 2008 an der Universität Basel eingereicht wurde. 2005/06 war er Wissenschaftlicher Mitarbeiter am Kunsthistorisches Institut der Freien Universität Berlin, von 2006 bis 2011 Leiter der Max-Planck-Research-Group Das wissende Bild. Epistemologische Grundlagen profaner Bildlichkeit am Kunsthistorischen Institut in Florenz.
Michael Thimann nahm Lehraufträge und Vertretungsprofessuren an den Universitäten Berlin, Basel, Zürich und Jena wahr. 2010 erfolgten Rufe auf die Professuren für Kunstgeschichte an der Universität Passau und an der Universität Erfurt; von 2010 bis 2012 hatte er die Professur für Kunstgeschichte/Bildwissenschaften an der Universität Passau inne; 2012 erfolgte der Ruf auf den Lehrstuhl für Neuere Kunstgeschichte an der Georg-August-Universität Göttingen.
2013/14 war er Senior Fellow am Alfried-Krupp-Wissenschaftskolleg in Greifswald.
Thimann ist verheiratet mit der Kunsthistorikerin Iris Wenderholm.

## Forschungsschwerpunkte
Michael Thimann forscht zu Grundfragen des Bildes in der Frühen Neuzeit und im 19. Jahrhundert. Seine Schwerpunkte liegen auf der Wissensgeschichte des neuzeitlichen Bildes, dem Künstlerwissen und der Künstlerbildung. Seine laufenden Forschungsprojekte gelten Künstlerbibliotheken und Künstlerlektüre sowie dem Wandel des Künstlerbildes in historischen Rezeptionsprozessen. Einen weiteren Schwerpunkt bilden die Untersuchungen zur Epistemologie der Handzeichnung in der Frühen Neuzeit sowie zu Werkprozessen, Techniken und Materialität der Handzeichnung im 19. Jahrhundert.
Als Mitherausgeber der Gesammelten Schriften von Aby Warburg erarbeitet er zusammen mit Thomas Gilbhard in einem von der Fritz-Thyssen-Stiftung geförderten Projekt den Büchkatalog der Kulturwissenschaftlichen Bibliothek Warburg in Hamburg bis 1933 (Bd. VI der Studienausgabe).

## Schriften (Auswahl)
- Sterbliche Götter. Raffael und Dürer in der Kunst der deutschen Romantik, hg. von Michael Thimann und Christine Hübner, Ausst. Kat., Göttingen, Kunstsammlung der Georg-August-Universität, 19. April – 19. Juli 2015, Petersberg: Michael Imhof Verlag, 2015.
- Friedrich Overbeck und die Bildkonzepte des 19. Jahrhunderts (Habilitationsschrift Basel 2008), Regensburg: Schnell & Steiner, 2014 (= Studien zur christlichen Kunst; 8).
- Gedächtnis und Bild-Kunst. Die Ordnung des Künstlerwissens in Joachim von Sandrarts Teutscher Academie, Freiburg im Breisgau: Rombach Verlag, 2007 (= Rombach Wissenschaften. Reihe Quellen zur Kunst; 28).
- Jean Jacques Boissard. Ovids Metamorphosen 1556. Die Bildhandschrift 79 C 7 aus dem Berliner Kupferstichkabinett, hg., eingeleitet und kommentiert von Michael Thimann, Berlin: Gebr. Mann Verlag, 2005 (= Ikonographische Repertorien zum Nachleben des antiken Mythos in Europa; Beiheft 5).
- Caesars Schatten. Die Bibliothek von Friedrich Gundolf. Rekonstruktion und Wissenschaftsgeschichte, Heidelberg: Manutius-Verlag, 2003.
- Lügenhafte Bilder. Ovids favole und das Historienbild in der italienischen Renaissance, Göttingen: Vandenhoeck & Ruprecht, 2002 (= Rekonstruktion der Künste; 6).